# Bavelincourt
Bavelincourt est une commune française située dans le département de la Somme en région Hauts-de-France.

## Géographie

### Localisation

#### Communes limitrophes
| Hérissart et Rubempré  |              | Contay |
| Beaucourt-sur-l'Hallue | Bavelincourt |        |
|                        | Béhencourt   |        |

### Description
Bavelincourt est un village périurbain picard de l'Amienois de la vallée de l'Hallue et du plateau qui la surplombe, situé à 16 km au nord-est d'Amiens, 14 km à l'ouest d'Albert et à 20 km au sud-est de Doullens. Il est desservi par le tracé de l'ancienne route nationale 319 (actuelle RD 919).
Le territoire communal est structuré par la vallée de l'Hallue, qui  se ramifie en plusieurs petits vallons. Au-dessous des terres glaises, il existait à la fin du XIXe siècle une nappe phréatique qui alimentait alors les puits des habitations.
En 2022, la localité est desservie par les lignes d'autocars du réseau interurbain Trans'80 Hauts-de-France (ligne no 736).

### Hydrographie

#### Réseau hydrographique
La commune est située dans le bassin Artois-Picardie. Elle est drainée par la rivière d'Hallue.
L'Hallue, d'une longueur de 16 km, prend sa source dans la commune de Vadencourt et se jette  dans la Somme canalisée en limite des communes de Daours et de Vecquemont, après avoir traversé onze communes. Les caractéristiques hydrologiques de l'Hallue sont données par la station hydrologique située sur la commune. Le débit moyen mensuel est de 0,557 m3/s. Le débit moyen journalier maximum est de 3,28 m3/s, atteint lors de la crue du 28 avril 2001. Le débit instantané maximal est quant à lui de 3,48 m3/s, atteint le 27 avril 2001. Il existait autrefois un moulin sur l'Hallue. Ses ouvrages hydrauliques ont été détruits en 2019 afin de recréer la libre circulation des espèces piscicoles qui migrent de l'aval vers l'amont de la rivière et le transit sédimentaire

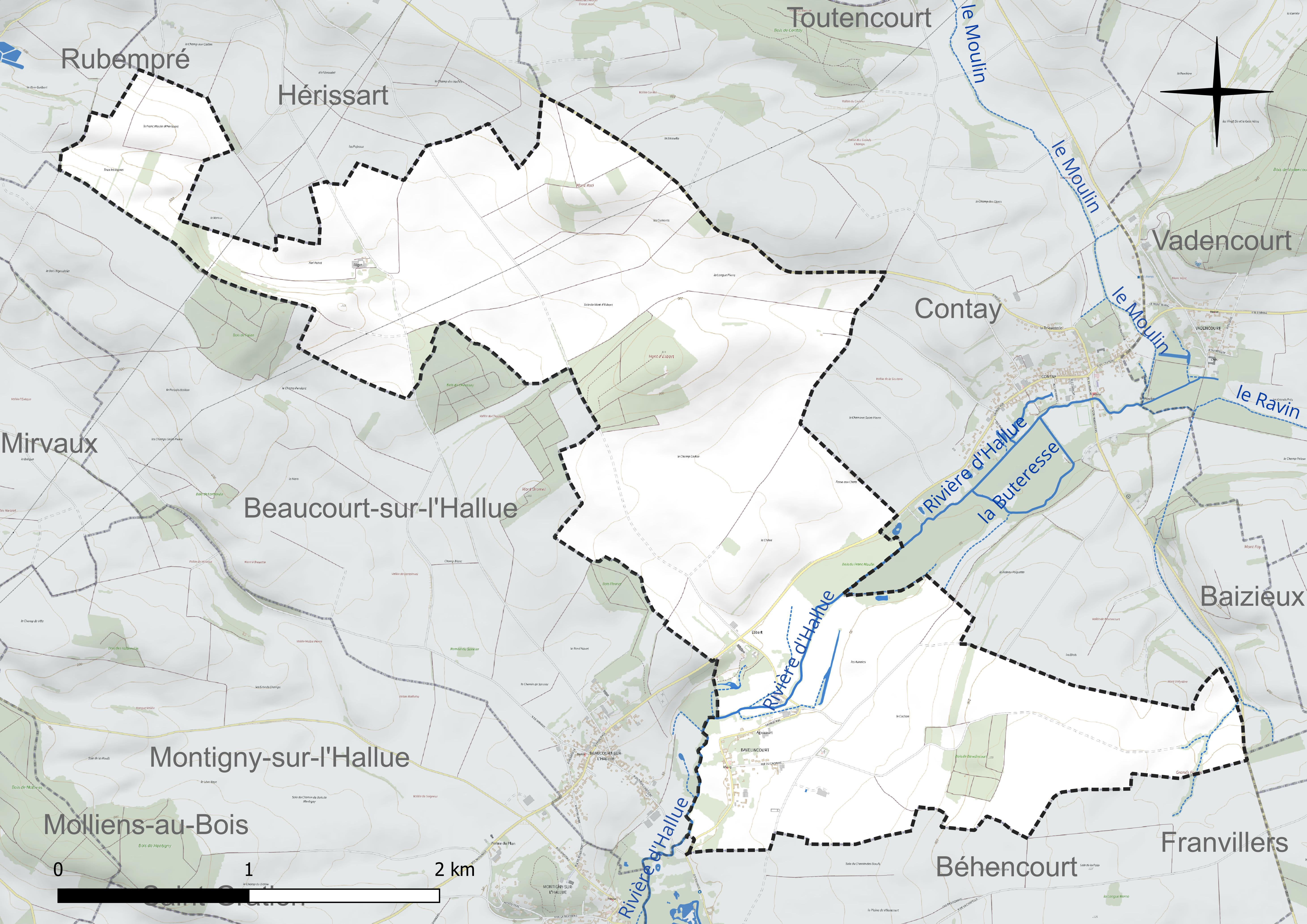
Réseau hydrographique de Bavelincourt.

#### Gestion et qualité des eaux
Le territoire communal est couvert par le schéma d'aménagement et de gestion des eaux (SAGE) « Somme aval et Cours d'eau côtiers ». Ce document de planification concerne un territoire de 1 835 km2 de superficie, délimité par le bassin versant de la Somme canalisée. Le périmètre a été arrêté le 29 avril 2010 et le SAGE proprement dit a été approuvé le 6 août 2019. La structure porteuse de l'élaboration et de la mise en œuvre est le syndicat mixte d'aménagement hydraulique du bassin versant de la Somme (AMEVA).
La qualité des cours d'eau peut être consultée sur un site dédié géré par les agences de l'eau et l'Agence française pour la biodiversité.

### Climat
Pour des articles plus généraux, voir Climat des Hauts-de-France et Climat de la Somme.
En 2010, le climat de la commune est de type climat océanique dégradé des plaines du Centre et du Nord, selon une étude du CNRS s'appuyant sur une série de données couvrant la période 1971-2000. En 2020, Météo-France publie une typologie des climats de la France métropolitaine dans laquelle la commune est exposée à un climat océanique et est dans la région climatique Nord-est du bassin Parisien, caractérisée par un ensoleillement médiocre, une pluviométrie moyenne régulièrement répartie au cours de l'année et un hiver froid (3 °C).
Pour la période 1971-2000, la température annuelle moyenne est de 10,4 °C, avec une amplitude thermique annuelle de 14,2 °C. Le cumul annuel moyen de précipitations est de 745 mm, avec 12,1 jours de précipitations en janvier et 8,6 jours en juillet. Pour la période 1991-2020, la température moyenne annuelle observée sur la station météorologique la plus proche, située sur la commune de Glisy à 13 km à vol d'oiseau, est de 11,1 °C et le cumul annuel moyen de précipitations est de 646,6 mm,. Pour l'avenir, les paramètres climatiques de la commune estimés pour 2050 selon différents scénarios d'émission de gaz à effet de serre sont consultables sur un site dédié publié par Météo-France en novembre 2022.

## Urbanisme

### Présentation
Bavelincourt s'organise le long d'une rue longeant l'Hallue, la RD 115 : sur cet axe donnent la plupart des fermes et des maisons, ainsi que la mairie, l'école, l'église et  le château. Le village se poursuit par l'écart d'Esbart le long d'un axe très sinueux, à son carrefour avec la route d'Amiens à Contay (RD 919). Tous les édifices s'échelonnent le long de l'Hallue, selon un tissu architectural très lâche, où les bâtiments sont entourés de pâtures et de jardins.
Un écart isolé est constitué par la Ferme d'Alger.

### Typologie
Au 1er janvier 2024, Bavelincourt est catégorisée bourg rural, selon la nouvelle grille communale de densité à sept niveaux définie par l'Insee en 2022.
Elle est située hors unité urbaine. Par ailleurs la commune fait partie de l'aire d'attraction d'Amiens, dont elle est une commune de la couronne,. Cette aire, qui regroupe 369 communes, est catégorisée dans les aires de 200 000 à moins de 700 000 habitants,.

### Occupation des sols
L'occupation des sols de la commune, telle qu'elle ressort de la base de données européenne d'occupation biophysique des sols Corine Land Cover (CLC), est marquée par l'importance des territoires agricoles (94,8 % en 2018), une proportion identique à celle de 1990 (94,8 %). La répartition détaillée en 2018 est la suivante : 
terres arables (83 %), prairies (7,5 %), forêts (5,2 %), zones agricoles hétérogènes (4,4 %). L'évolution de l'occupation des sols de la commune et de ses infrastructures peut être observée sur les différentes représentations cartographiques du territoire : la carte de Cassini (XVIIIe siècle), la carte d'état-major (1820-1866) et les cartes ou photos aériennes de l'IGN pour la période actuelle (1950 à aujourd'hui).

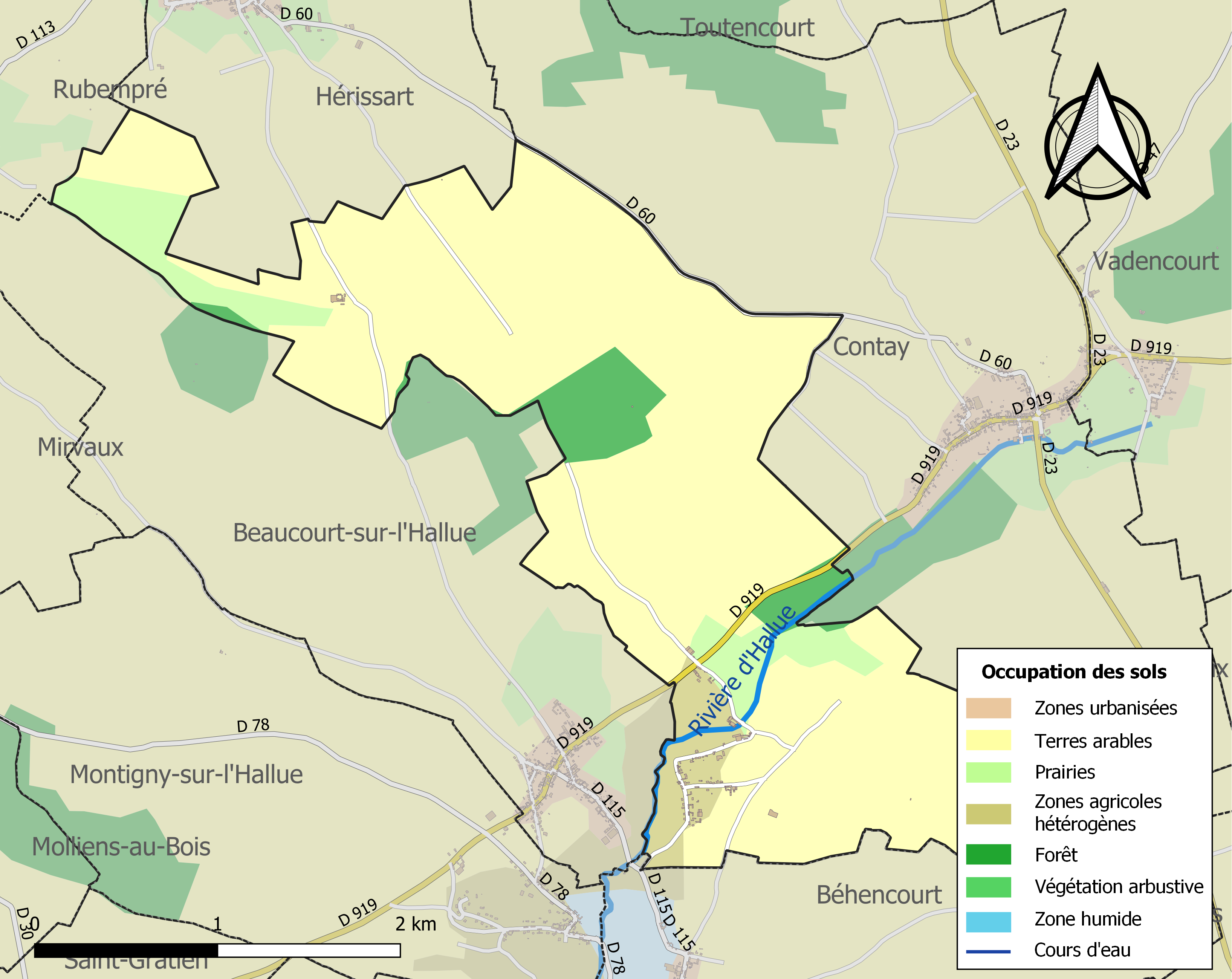
Carte des infrastructures et de l'occupation des sols de la commune en 2018 (CLC).

## Toponymie
Le nom du lieu est attesté depuis le XIIe siècle, sous la forme de Bavelainecort en 1148
Comme pour les autres villages en « -court », le nom de la localité viendrait du nom d'un des « propriétaires » des lieux, apport germanique du VIe siècle.

## Histoire
Préhistoire
Un menhir d'époque indéterminée, se trouve à l'est du territoire, sur la colline qui surplombe le village. Des carrières de grès ont été exploitées au site dit Le Cochon, dont l'une  à l'époque protohistorique, entre l'âge du bronze (2300-800 avant notre ère) et La Tène (ou second âge du fer, entre 475 et 25 avant notre ère). Son exploitation a été pousruivie au haut Moyen-Âge (entre 550 et 650).
Antiquité
Des armes de pierre et des poteries gallo-romaines ont été trouvées sur le territoire.
Moyen-Âge
Bavelincourt était au Moyen Âge le siège d'une seigneurie, dont les premiers détenteurs portaient le nom (Hessselin de Bavelincourt, 1212), avant que le fief ne passe à la famille de Fouquesolles. À cette époque existaient deux écarts aujourd'hui disparus : le Francmoulin abritant une ferme appartenant à l'abbaye de Corbie et qui aurait été détruite avant 1669, ainsi que le hameau d'Agnicourt (mentionné dès le XIIe siècle) et qui constituait une seigneurie autonome. Une troisième seigneurie relevant de celle de Bavelincourt était attachée au hameau d'Esbart.
Guerre franco-allemande de 1870
Le 23 décembre 1870, au cours de la bataille de l'Hallue, des combats ont eu lieu à Bavelincourt. Ils ont causé des dommages à l'église, qui nécessitent la réparation de la voûte ainsi que le remplacement des entraits et poinçons de la charpente remplacés par des tirants métalliques.
La mairie, initialement construite comme salle d'école, date de 1841. Les autres principaux édifices de la commune sont de la fin du XIXe siècle : l'église, reconstruite en 1853-1854, l'école, construite en 1880 — ce qui a permis d'utiliser l'édifice de 1841 comme mairie — et le "château" (grande maison de notable, 1893).
En 1899, on comptait deux hameaux dans la commune : 
- Esbart, distant d'1 km, 7 habitants.
- Ferme d'Alger, éloignée de 2 500 m, 5 habitants.

## Politique et administration

### Rattachements administratifs et électoraux
Rattachements administratifs
La commune se trouve dans l'arrondissement d'Amiens du département de la Somme.
Elle faisait partie depuis 1801 du canton de Villers-Bocage. Dans le cadre du redécoupage cantonal de 2014 en France, cette circonscription administrative territoriale a disparu, et le canton n'est plus qu'une circonscription électorale.
Rattachements électoraux
Pour les élections départementales, la commune fait partie depuis 2014 du canton de Corbie
Pour l'élection des députés, elle fait partie de la quatrième circonscription de la Somme.

### Intercommunalité
Bavelincourt était membre de la communauté de communes Bocage Hallue, un établissement public de coopération intercommunale (EPCI) à fiscalité propre créé en 2001 et auquel la commune a transféré un certain nombre de ses compétences, dans les conditions déterminées par le code général des collectivités territoriales.
Dans le cadre des dispositions de la loi portant nouvelle organisation territoriale de la République du 7 août 2015, qui prévoit que les établissements publics de coopération intercommunale (EPCI) à fiscalité propre doivent avoir un minimum de 15 000 habitants, cette intercommunalité a fusionné avec ses voisines pour former, le 1er janvier 2017, la communauté de communes du Territoire Nord Picardie dont est désormais membre la commune.

### Liste des maires
| Période                                  | Période                       | Identité      | Étiquette | Qualité                         |
| ---------------------------------------- | ----------------------------- | ------------- | --------- | ------------------------------- |
| Les données manquantes sont à compléter. |                               |               |           |                                 |
| mars 2001                                | En cours (au 2 décembre 2020) | Alain Jumelle |           | Réélu pour le mandat 2020-2026, |

## Population et société

### Démographie
L'évolution du nombre d'habitants est connue à travers les recensements de la population effectués dans la commune depuis 1793. Pour les communes de moins de 10 000 habitants, une enquête de recensement portant sur toute la population est réalisée tous les cinq ans, les populations de référence des années intermédiaires étant quant à elles estimées par interpolation ou extrapolation. Pour la commune, le premier recensement exhaustif entrant dans le cadre du nouveau dispositif a été réalisé en 2007.

En 2022, la commune comptait 100 habitants, en évolution de −13,79 % par rapport à 2016 (Somme : −1,26 %, France hors Mayotte : +2,11 %).
| 1793 | 1800 | 1806 | 1821 | 1831 | 1836 | 1841 | 1846 | 1851 |
| ---- | ---- | ---- | ---- | ---- | ---- | ---- | ---- | ---- |
| 210  | 189  | 219  | 233  | 233  | 260  | 258  | 286  | 303  |

| 1856 | 1861 | 1866 | 1872 | 1876 | 1881 | 1886 | 1891 | 1896 |
| ---- | ---- | ---- | ---- | ---- | ---- | ---- | ---- | ---- |
| 285  | 235  | 241  | 210  | 207  | 211  | 188  | 156  | 145  |

| 1901 | 1906 | 1911 | 1921 | 1926 | 1931 | 1936 | 1946 | 1954 |
| ---- | ---- | ---- | ---- | ---- | ---- | ---- | ---- | ---- |
| 137  | 125  | 108  | 79   | 92   | 89   | 100  | 65   | 65   |

| 1962 | 1968 | 1975 | 1982 | 1990 | 1999 | 2006 | 2007 | 2012 |
| ---- | ---- | ---- | ---- | ---- | ---- | ---- | ---- | ---- |
| 63   | 87   | 81   | 67   | 74   | 85   | 109  | 112  | 133  |

| 2017 | 2022 | - | - | - | - | - | - | - |
| ---- | ---- | - | - | - | - | - | - | - |
| 106  | 100  | - | - | - | - | - | - | - |

### Enseignement
Le village n'a plus d'école. La compétence scolaire est gérée par la communauté de communes.

## Culture locale et patrimoine

### Lieux et monuments

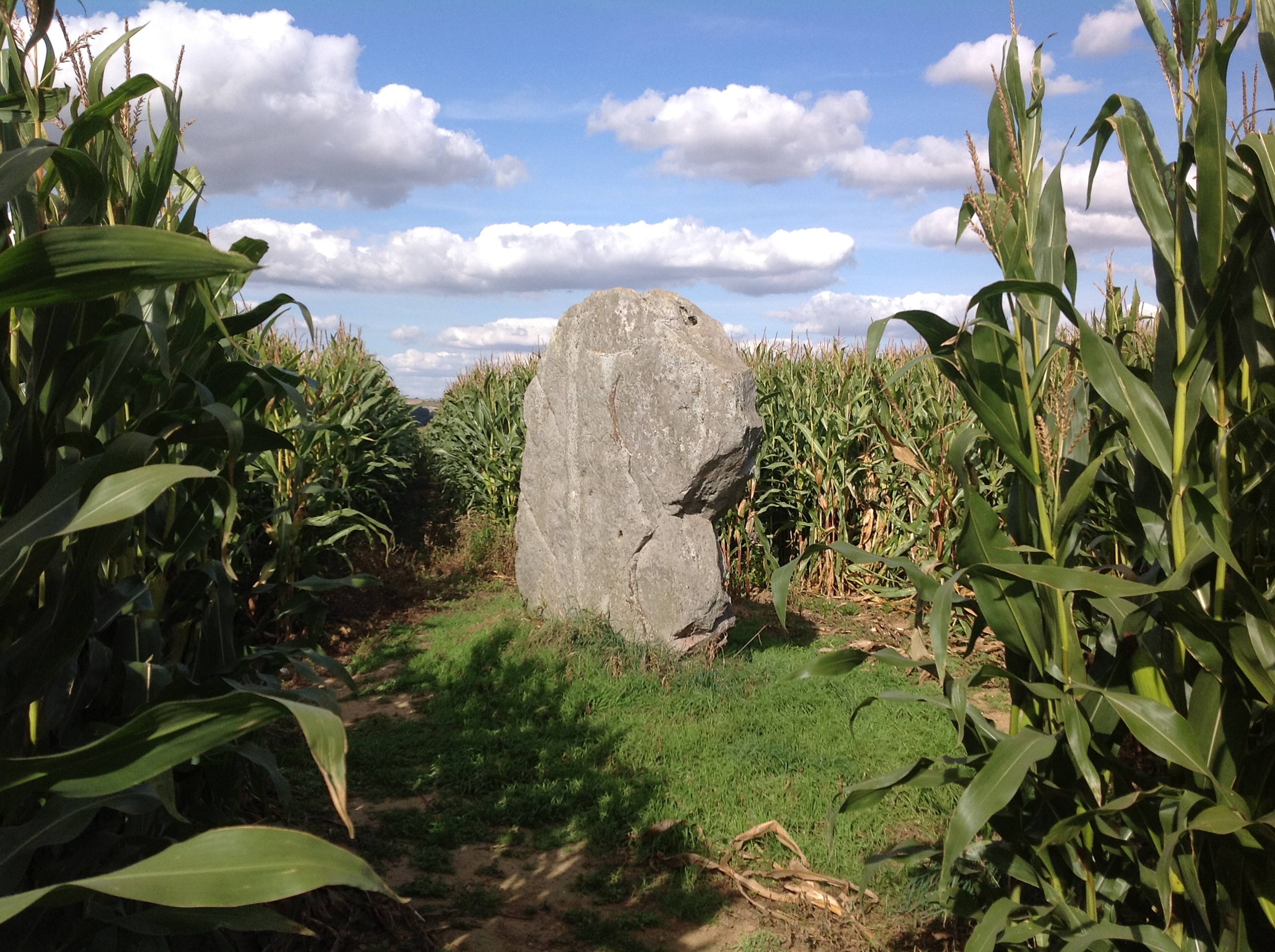
Bavelincourt, la Pierre d'Oblicamp.

- Pierre d'Oblicamp : Au nord du bois de Bavelincourt, au milieu des terres et offrant un vaste panorama sur la vallée de l'Hallue, se dresse un menhir au profil de tête de cheval, connu sous le nom de Pierre d'Oblicamp. Ce mégalithe de 2,40 m de hauteur, de 2,25 m dans sa plus grande largeur et s'enfonçant de 1,25 m dans le sol, est inscrit à l'inventaire des monuments historiques depuis le 5 janvier 1970.

- Église Saint-Sulpice, construite ex nihilo en 1854. Des blocs calcaires et des grès de l'église antérieure, édifice modeste à campenard (1762) entouré de son cimetière et situé en bordure de l'Hallue, ont été réemployés pour le parement intérieur. Le nouvel édifice est bâti en brique sur un soubassement de grès, hormis la façade, ainsi que la corniche, le bandeau et les pilastres décorant les murs latéraux qui sont en craie. La façade de style néo-classique est ornée de deux frontons triangulaires. L'intérieur est très sobrement décoré, à l'exception de la voûte peinte du cul-de-four de l'abside représentant la colombe du Saint-Esprit dans un ciel azuré. C'est la dernière église construite en style néo-classique dans le canton de Villers-Bocage.

Le devis de construction de 1853 mentionnait : 
« L'église aura 21,20 m de long sur 8,6 m de large hors œuvre, le sol intérieur sera élevé de 40 cm au-dessus du terrain, les murs auront 7 mètres de haut, du pavé au-dessus de la corniche, et leur épaisseur sera de 60 cm.
La maçonnerie sera en moellons pour les fondations, en moellons recouverts de briques pour les soubassements, un cordon en pierre au-dessus du soubassement formera un retrait de cinq centimètres. Les murs à partir de ce retrait, auront un parement extérieur en briques et intérieur en vieilles pierres et briques par assises alternatives, une frise en pierre extérieure et intérieure. Huit pilastres en pierre de 7,30 m de hauteur, feront des saillies de 11 centimètres. Les murs seront percés d'une porte latérale, d'une porte de sacristie et de huit croisées de 3 m de haut. La façade orientée au sud, sera réalisée en pierre de taille prise dans les carrières du pays, à l'extérieur et, en briques et vieilles pierres à l'intérieur. La couverture sera en ardoises »,
- Château d'Esbart. La demeure actuelle reprend les murs de l'ancien château, qui pourrait remonter à l'époque médiévale[31].

- Cimetière communal[32], situé autrefois autour de l'ancienne église et déplacé en 1899 au lieu-dit Le Calvaire, et qui comprend un carré militaire britannique ainsi qu'une tombe militaire de 1870[33].
  - La chapelle funéraire élevée sur commande par la famille Gourdin-Bouquet est l'œuvre de l'architecte Amédée Milvoy[34].

Le cimetière
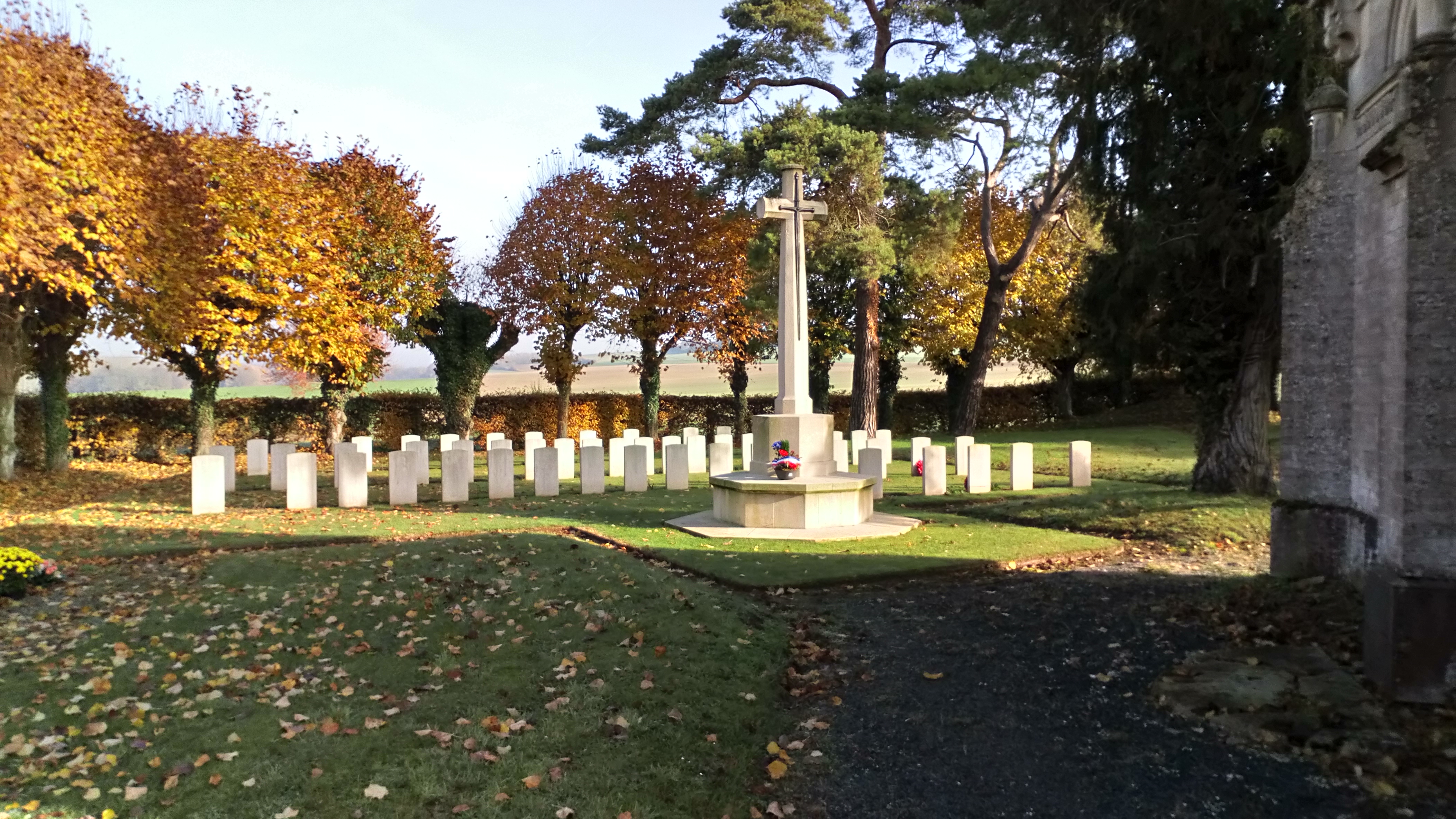
Carré militaire britannique
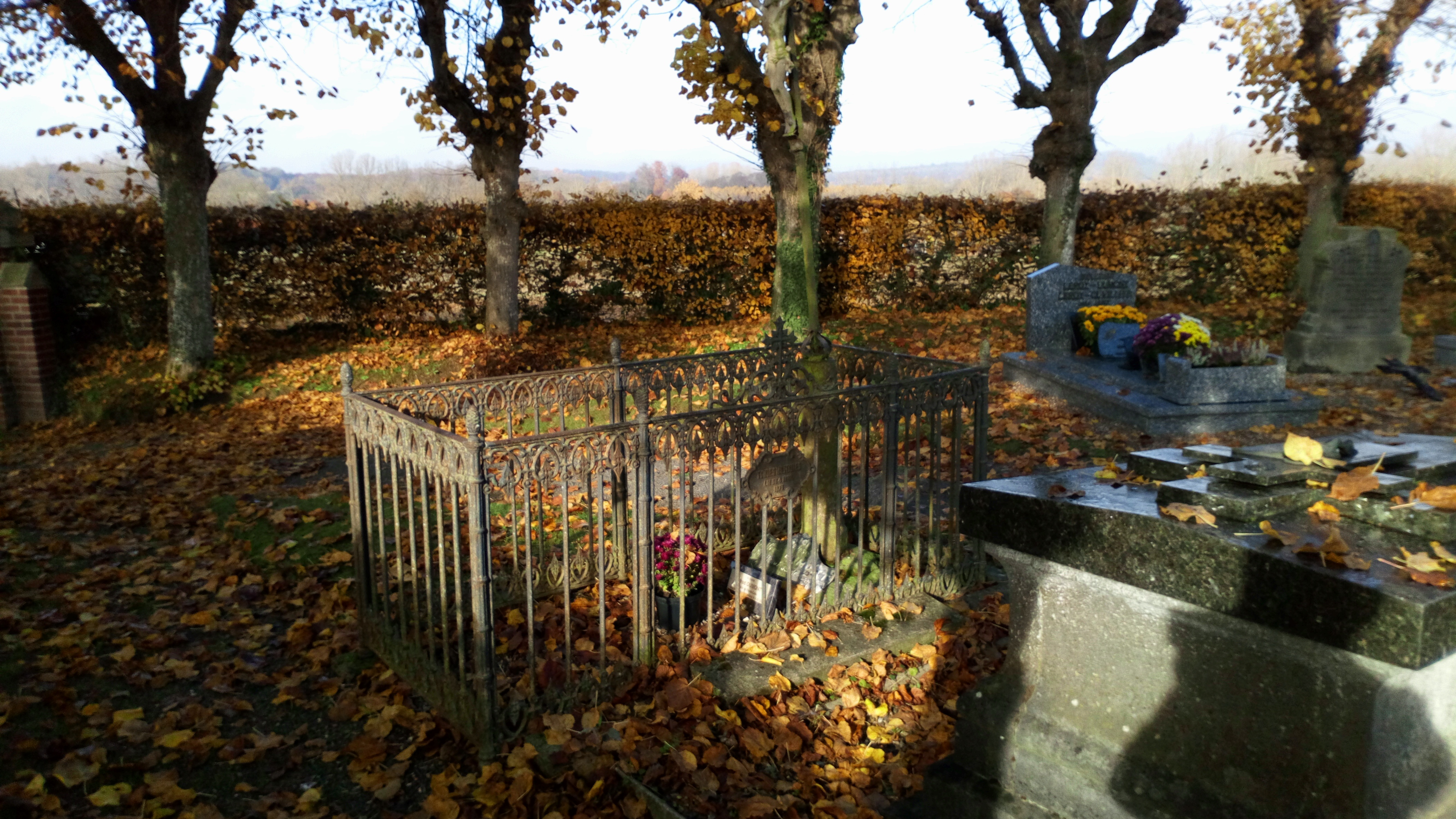
Tombe militaire de 1870
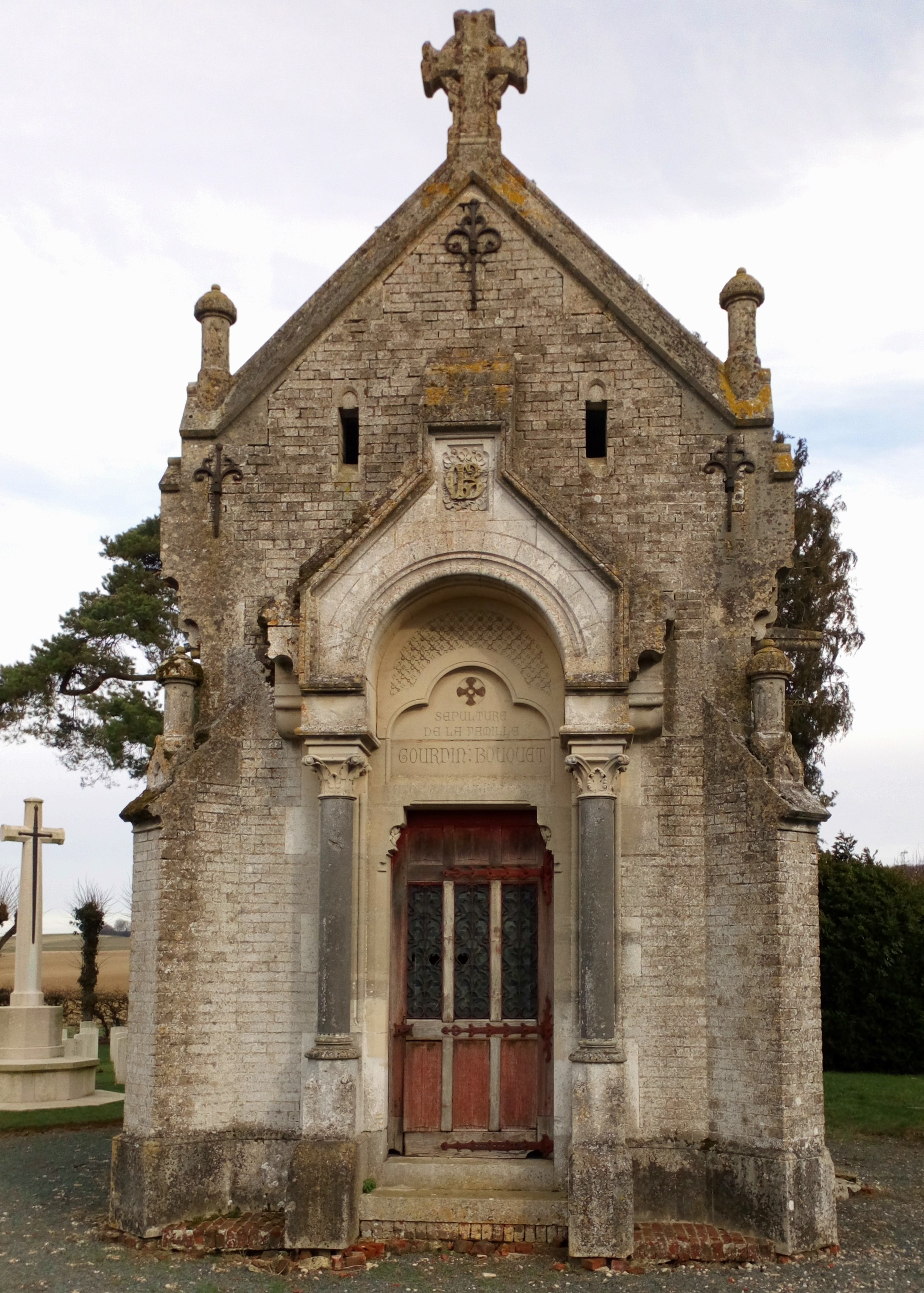
Chapelle funéraire de la famille Gourdin et Bouquet

### Personnalités liées à la commune
- Charles de Beauffort, seigneur de Bavelincourt, apparenté aux Beauffort de Bavincourt, trouve la mort à la bataille d'Azincourt en 1415[36].

## Pour approfondir